# ماليندي

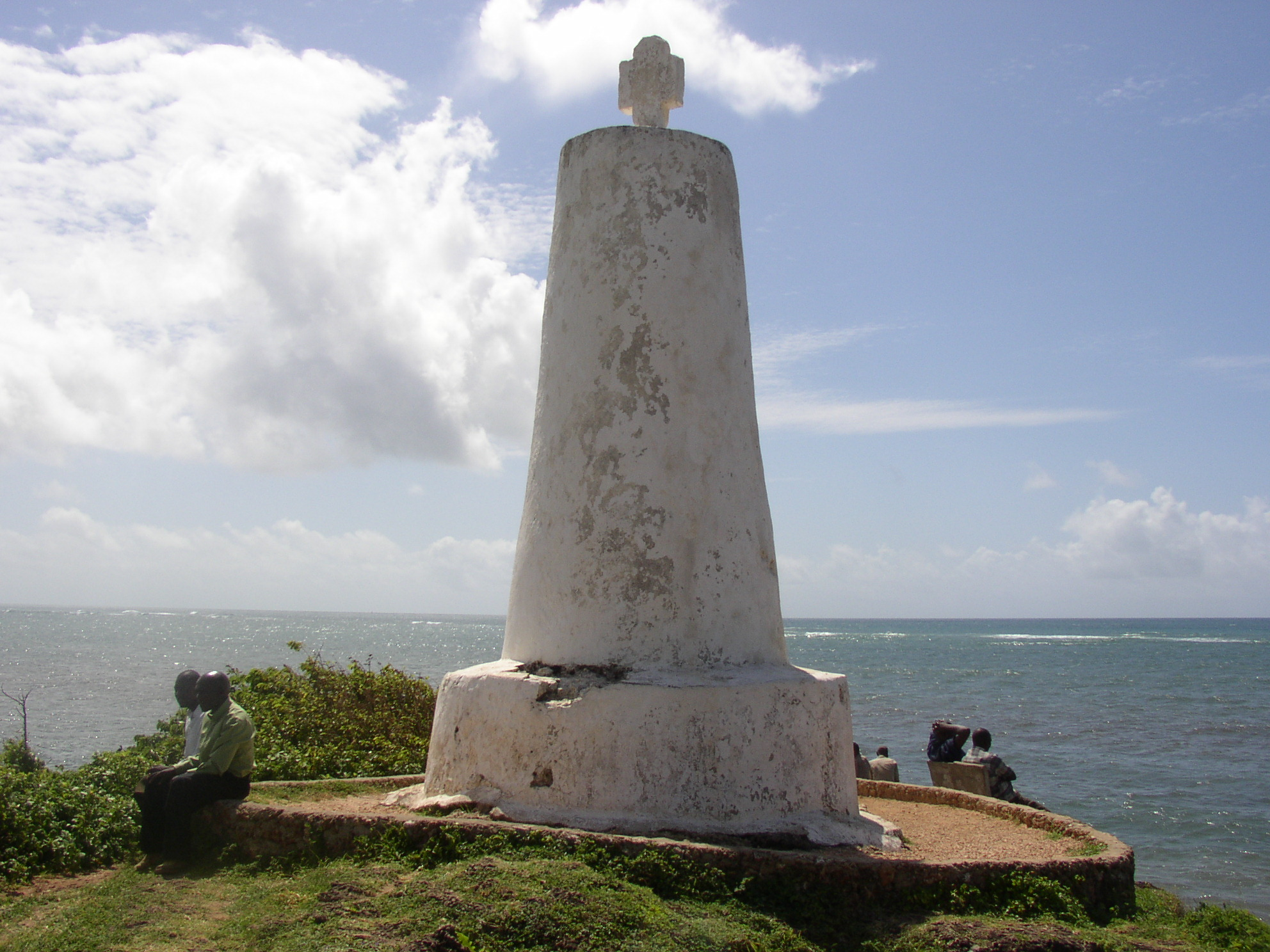
نصب تذكاري لفاسكو دي غاما،

ماليندي هي مدينة تطل على خليج ماليندي الذي يشكل جزءاً من الشريط الساحلي الكيني الممتد على المحيط الهندي. وتنطق بالسواحيلية Malindi. وتبعد حوالي 120 كيلومتر شمال شرق مومباسا.
يبلغ عدد سكان ماليندي 117,735 نسمة ، وتعتبر عاصمة لمقاطعة ماليندي.
أهم مصدر دخل لهذه المدينة هو السياحة، ولها شهرة سياحية واسعة ولا سيما بين السياح الإيطاليين بالذات. وتتصل ماليندي ببقية مدن ومناطق كينيا عن طريق مطارها المحلي وبالطريق السريع الذي يربط بين مومباسا ولامو.
في شمال ماليندي يجري نهر «ساباكي» الذي يبعد عنها بحوالي 5 كيلومترات، ويصل طوله إلى 390 كيلومتر ويعتبر أطول أنهار كينيا بعد نهر تانا. كما يوجد في شمال ماليندي متنزه ومحمية «واتامو» البحرية التي تأسست عام 1968 من قبل الحكومة الكينية. ويعتبر هذا المتنزه جزء من المناطق المحمية التي تعترف بها الأمم المتحدة ضمن المحيط الحيوي العالمي.

## التاريخ
كانت ماليندي مستوطنة سواحلية منذ القرن الرابع عشر، إلا أن مدينة مومباسا أخذت الشهرة الأوسع في هذا الجزء من شرق أفريقيا. ولقد كانت بلدة ماليندي بحكم موقعها على المحيط الهندي الذي شكل خليج منحها مكاناً مناسباً لتكون بلدة بحرية للقوى الأجنبية. وفي عام 1414 زارها المستكشف الصيني تشنغ خه أو ما يعرف بـ «زهينج هي» ضمن أسطول من السفن البحرية والذي رحب بهم حاكم ماليندي وأرسل مبعوثاً شخصيا منه ومعه زرافة عبارة عن هدية للصين شحنت برفقة المبعوث في إحدى سفن المستكشف الصيني.
وفي عام 1498 زارها المستكشف البرتغالي فاسكو دي غاما ووجد ترحيباً به بعكس ما وجده في زنجبار ومومباسا من موقف عدائي ضد حملته، وقابل مسؤولي سلطات ماليندي ووقع معهم اتفاقية تجارة واستعان با الملاح العربي أحمد بن ماجد ليكون مرشداً ودليلاً يعتمد عليه في رحلته إلى الهند وقد استطاع الملاح أحمد بن ماجد بخبرته في الرياح الموسمية بعبور المحيط الهندي وأوصل حملة فاسكو دي غاما إلى كاليكوت التي تعرف اليوم بكوزيكود في جنوب غربي الهند. وقبل مغادرة فاسكو دي غاما لماليندي شيد عموداً ضخماً عبارة عن نصب تذكاري على شاطئ البلدة بناه بالمرجان، ولايزال هذا النصب موجوداً في نفس مكانه حتى هذا اليوم، ويعتبر معلماً سياحياً يحرص الزوار والسياح على مشاهدته عند زيارتهم لماليندي. وفي الوقت الحاضر هناك مناشدات إقليمية ودولية للمحافظة على هذا العمود التاريخي من تأثير عوامل تعرية التربة التي تهدد بانهياره وسقوطه في مياه المحيط.
في عام 1499 أسس البرتغاليون محطة تجارية في ماليندي لإستراحة وتوقف السفن العابرة سواء القادمة أو المتجهة للهند والتزود بالماء والمؤن. وبدأ في نفس تلك الفترة نشاط التبشير لنشر الديانة المسيحية بين سكان ماليندي والقرى والبلدات والمناطق التي حولها. كما أن هناك بعض الشواهد التاريخية لهذه المدينة مثل وجود عدد من الأبنية التقليدية القديمة ماثلة إلى اليوم ومنها مسجد الجمعة التاريخي وبعض المباني الواقعة على الساحل.

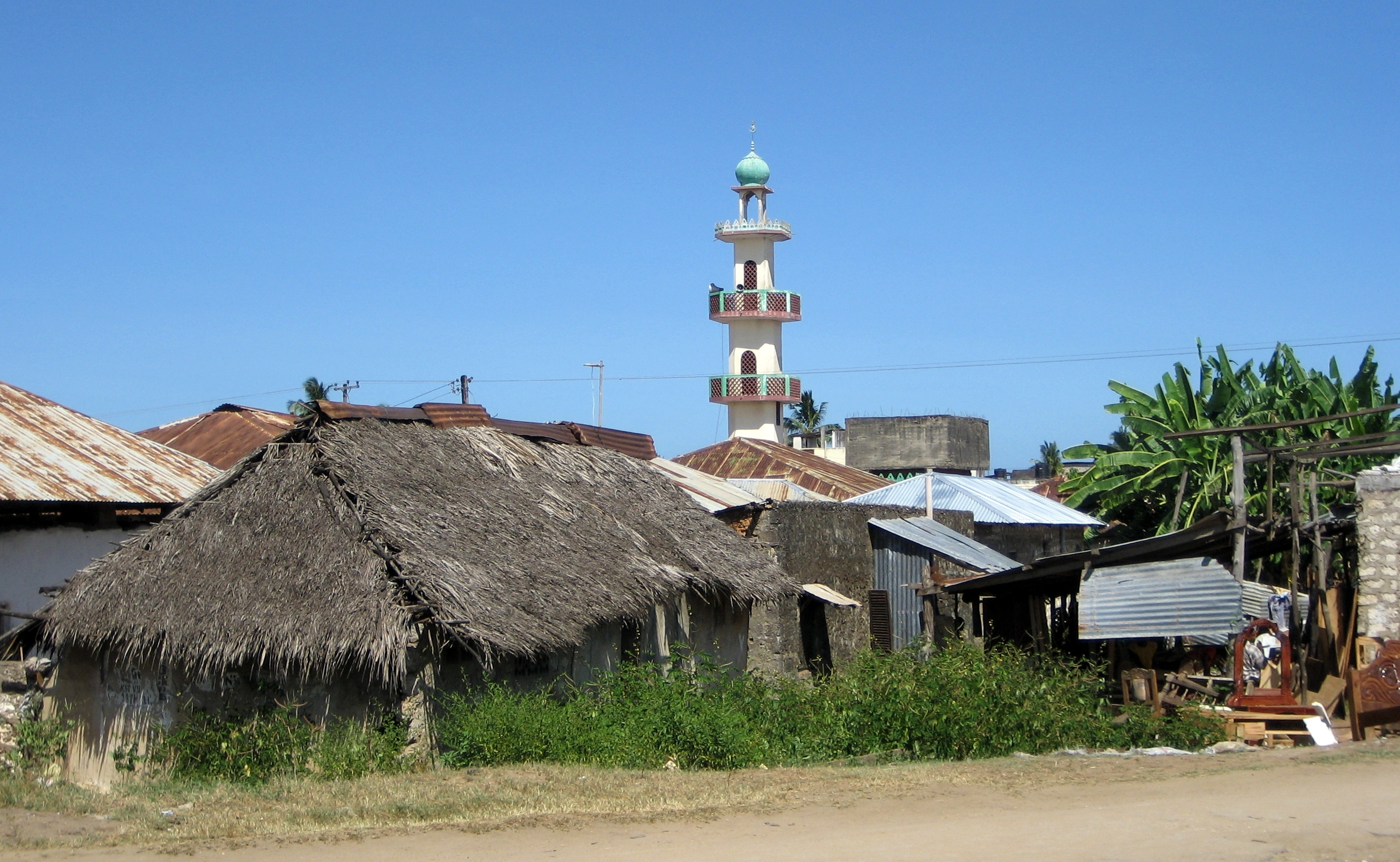
منظر لبلدة ماليندي القديمة وتشاهد مئذنة مسجد الجمعة

## الحكومة المحلية
شكلت ماليندي مجلساً بلدياً يمثل 13 قسم من أقسام المنطقة وجميعهم ضمن الدائرة الانتخابية لمقاطعة ماليندي 
أما مسؤول المدينة الحكومي فهو رئيس بلديتها السيد محمد منزا. وتعتبر مدينة ماليندي واحدة من الأربعة أقسام الإدارية لمقاطعة ماليندي وتتبعها ثمانية أماكن 

## معرض صور

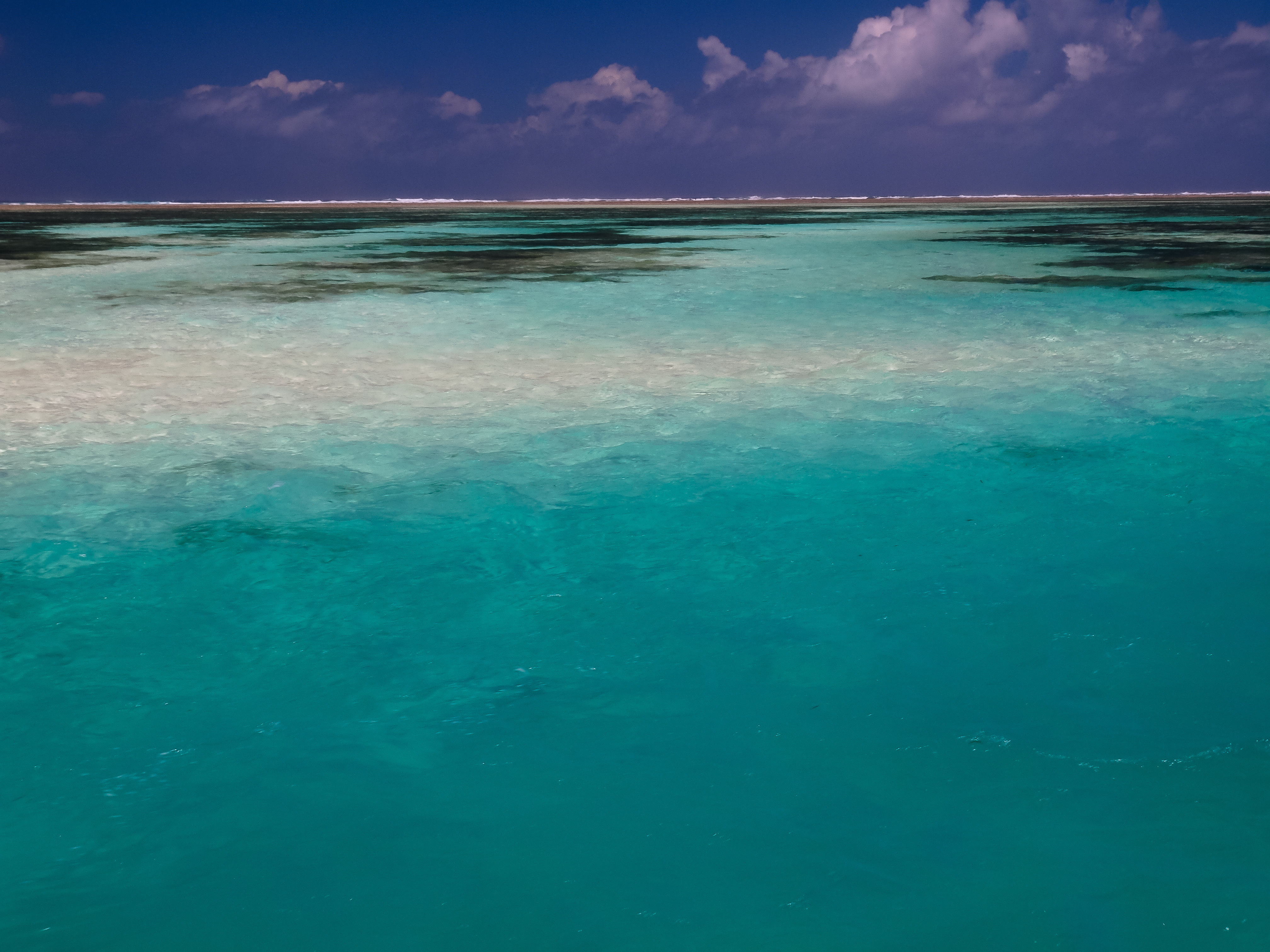
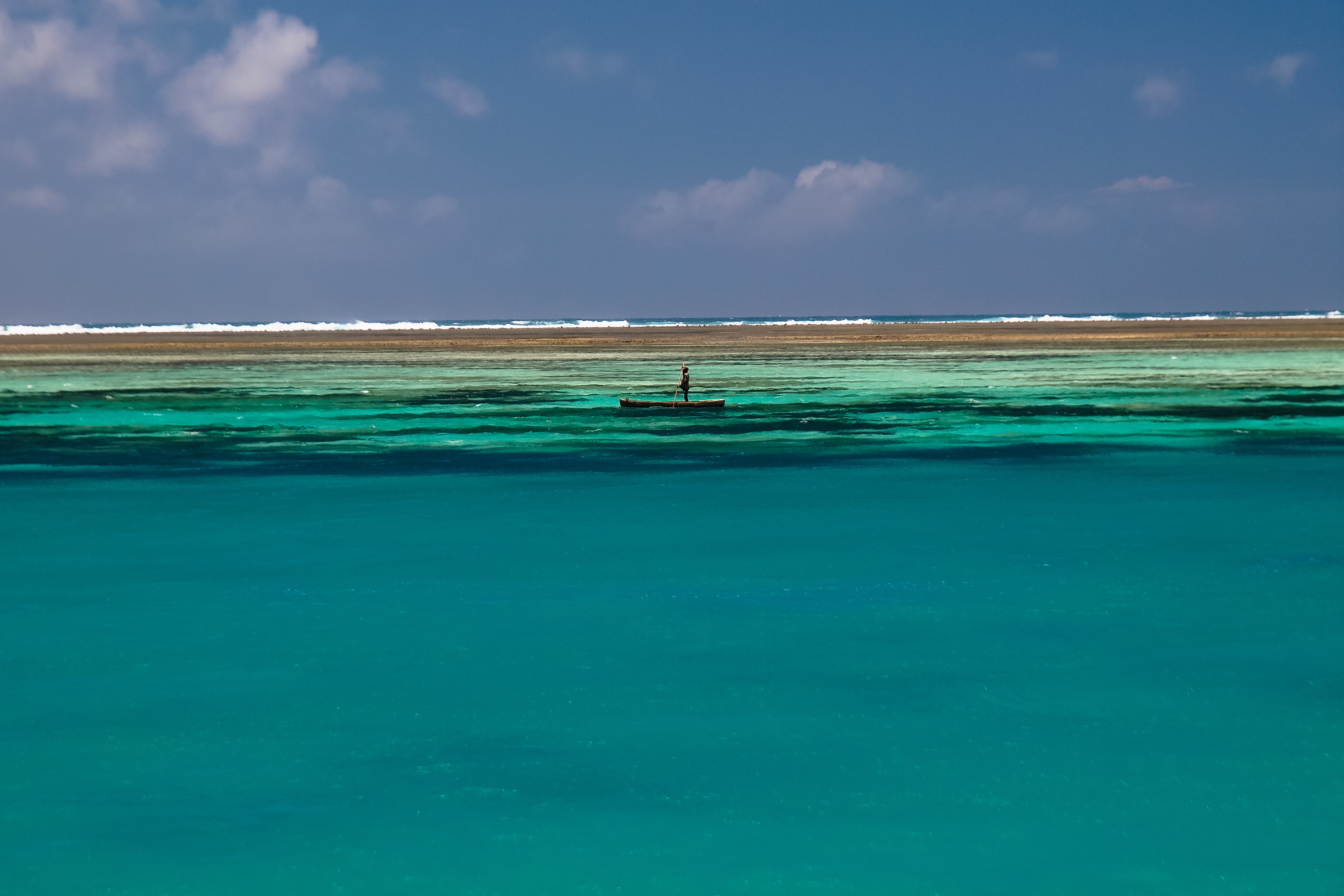
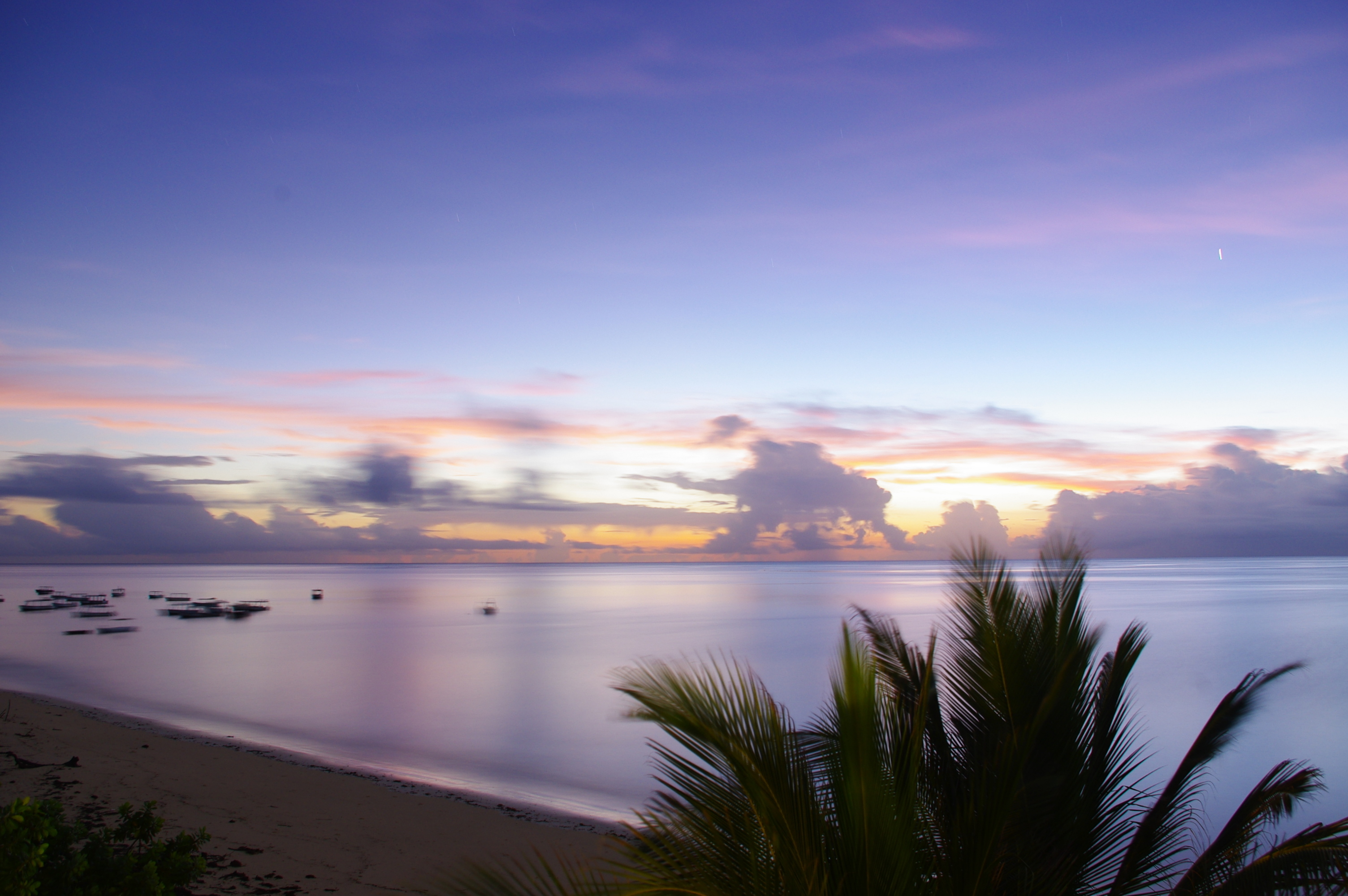
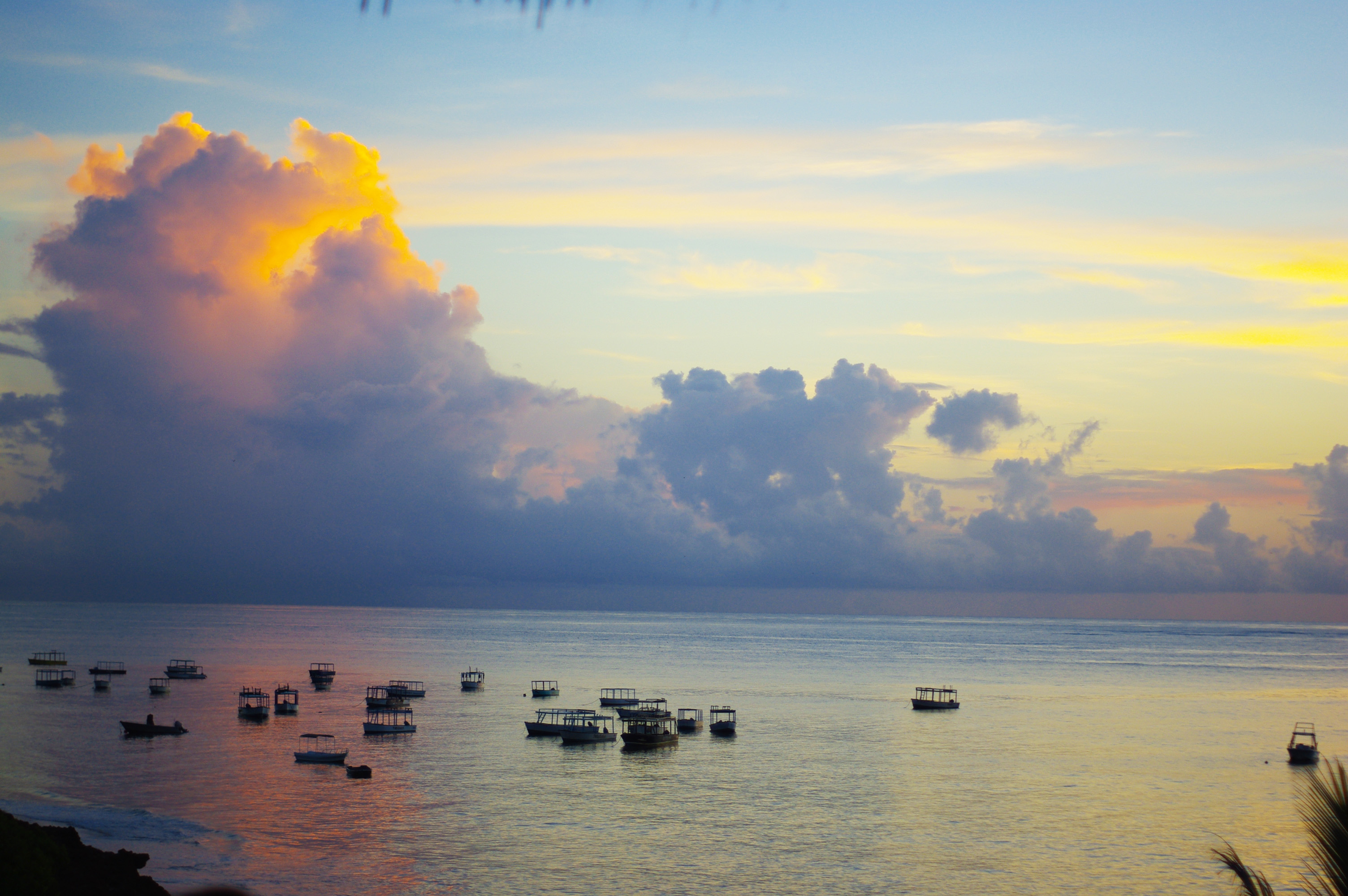

## وصلات خارجية
موقع ماليندي للمعلومات السياحية